# NBA Live
De NBA Live serie van basketbalspellen, uitgegeven door EA Sports, is een van de meestverkochte NBA simulaties op de markt. Haar enige grote concurrent is de NBA 2K-serie van 2K Sports.
De serie startte met NBA Live '95, en is verder elk jaar verschenen op de belangrijkste gamesplatformen. De enige uitzondering hierop was NBA Live 2002, dat niet verscheen op pc.
De NBA Live-serie was oorspronkelijk bedoeld voor de Sega Genesis en de SNES spelconsoles. Beide versies leken sterk op elkaar, en de belangrijkste spelmodi waren in beide versies beschikbaar.
De platformen waarop NBA Live 07 werd uitgegeven, zijn PlayStation 2, Xbox, Xbox 360, PlayStation Portable en Windows. NBA Live 07 zou ook een uitgavetitel zijn voor de "next-generation" spelconsole PlayStation 3, maar werd geannuleerd.
NBA Live 08 is de laatste versie die uitgebracht is voor de pc. NBA Live 09 en NBA Live 10 werden alleen uitgegeven voor de Xbox 360, PlayStation 3 en Wii.
Er zijn singleplayer-, multiplayer- en online-spelmogelijkheden.

## Computerspellen
| naam                                                                   | jaar | platforms                                                     |
| ---------------------------------------------------------------------- | ---- | ------------------------------------------------------------- |
| NBA Live 19                                                            | 2018 | PlayStation 4, Xbox One                                       |
| NBA Live 18                                                            | 2017 | PlayStation 4, Xbox One                                       |
| NBA Live Mobile                                                        | 2016 | Android, iOS                                                  |
| NBA Live 16                                                            | 2015 | PlayStation 4, Xbox One                                       |
| NBA Live 15                                                            | 2014 | PlayStation 4, Xbox One                                       |
| NBA Live 14                                                            | 2013 | Xbox One en PlayStation 4                                     |
| NBA Elite 11                                                           | 2010 | iOS, PlayStation 3                                            |
| NBA Live 10                                                            | 2009 | PlayStation 3, Xbox 360                                       |
| NBA Live 09                                                            | 2008 | PlayStation 2, PlayStation 3, Xbox 360, Wii, PSP              |
| NBA Live 08                                                            | 2007 | PlayStation 2, PlayStation 3, PSP, Wii, Windows, Xbox 360     |
| NBA Live 07                                                            | 2006 | PlayStation 2, PSP, Windows, Xbox, Xbox 360                   |
| NBA Live 06                                                            | 2005 | BREW, GameCube, PlayStation 2, PSP, Windows, Xbox, Xbox 360   |
| NBA Live 2005                                                          | 2004 | GameCube, PlayStation 2, Windows, Xbox                        |
| EA Sports Power Pack Vol. 1                                            | 2003 | Windows                                                       |
| NBA Live 2004                                                          | 2003 | GameCube, PlayStation 2, Windows, Xbox                        |
| Collectors' Edition: NBA Live 2002 / Madden 2002 / NASCAR Thunder 2002 | 2002 | PlayStation                                                   |
| NBA Live 2003                                                          | 2002 | GameCube, PlayStation, PlayStation 2, Windows, Xbox           |
| NBA Live 2002                                                          | 2001 | PlayStation, PlayStation 2, Xbox                              |
| NBA Live 2001                                                          | 2000 | PlayStation, PlayStation 2, Windows                           |
| NBA Live 2000                                                          | 1999 | Nintendo 64, PlayStation, Windows                             |
| NBA Live 99                                                            | 1998 | Nintendo 64, PlayStation, Windows                             |
| NBA Live 98                                                            | 1997 | Sega Mega Drive, PlayStation, SEGA Saturn, SNES, Windows      |
| NBA Live 97                                                            | 1996 | DOS, Sega Mega Drive, PlayStation, SEGA Saturn, SNES, Windows |
| NBA Live 96                                                            | 1995 | DOS, Sega Mega Drive, PlayStation, SNES, Game Boy             |
| NBA Live 95                                                            | 1994 | DOS, Sega Mega Drive, SNES                                    |